# Combinata nordica al X Festival olimpico invernale della gioventù europea
Le gare di combinata nordica si sono svolte dal 15 al 17 febbraio 2011 a Ještěd e Vesec, nei pressi di Liberec. In programma due gare, entrambe maschili.

## Podi
| Gara        | Oro                                    | Tempo   | Argento                          | Tempo   | Bronzo                              | Tempo   |
| Individuale | David Welde                            | 19'31"1 | Jani Peltola                     | 20'15"3 | Mads Kristoffer Waaler              | 20'26"4 |
| Staffetta   | Austria Paul Gerstgraser Philipp Orter | 20'13"1 | Germania Jakob Lange David Welde | 20'36"8 | Finlandia Ilkka Herola Jani Peltola | 21'32"2 |

## Medagliere
| Posizione | Paese     | Oro | Argento | Bronzo | Totale |
| --------- | --------- | --- | ------- | ------ | ------ |
| 1         | Germania  | 1   | 1       | 0      | 2      |
| 2         | Austria   | 1   | 0       | 0      | 1      |
| 3         | Finlandia | 0   | 1       | 1      | 2      |
| 4         | Norvegia  | 0   | 0       | 1      | 1      |
| Totale    | Totale    | 2   | 2       | 2      | 6      |